# A Kaptár – Utolsó fejezet
A Kaptár – Utolsó fejezet (eredeti cím: Resident Evil: The Final Chapter) 2016-ban bemutatott amerikai 3D-s sci-fi-horrorfilm, melynek rendezője Paul W. S. Anderson, főszereplői Milla Jovovich, Ali Larter, William Levy, William Levy, Iain Glen, Ruby Rose és Eoin Macken. A film a Kaptár-filmsorozat hatodik része, valamint a 2012-es A Kaptár – Megtorlás című film folytatása. A film Anderson negyedik rendezése és forgatókönyvírása.
A Sony Pictures bejelentette, hogy elkészül a sorozat hatodik és egyben utolsó filmje, melynek alcíme: The Final Chapter, amit 2D-ben forgattak, majd utólag sztereoszkópikus 3D-re konvertáltak. Az előző film folytatásaként Anderson kifejezte azt a vágyát, hogy az utolsó filmben „bezáruljon a kör”, visszahozva a karaktereket, témákat és a Kaptár környezetét az első filmből. A forgatás 2015. szeptember 18-án kezdődött Dél-Afrikában.
A film 2016. december 23-án debütált Japánban és 2017. január 27-én az Amerikai Egyesült Államokban 2D-ben, 3D-ben és IMAX 3D-ben, Magyarországon egy nappal hamarabb szinkronizálva, január 26-án az InterCom Zrt. forgalmazásában. Általánosságban vegyes véleményeket kapott a kritikusoktól, és a franchise legnagyobb bevételt hozó filmje lett, világszerte több mint 312 millió dollárt keresett 40 millió dolláros költségvetéséből.
A reboot, a Resident Evil: Welcome to Raccoon City a tervek szerint 2021. november 24-én jelenik meg.

## Cselekmény
Alice-t és barátait elárulja Albert Wesker klónja, aki az Umbrella teljes haderejét egy végső csapásra gyűjti össze az apokalipszis túlélői ellen.

## Szereplők[3][4]
- Milla Jovovich Alice / Alicia Marcus (magyar hangja: Détár Enikő)
- Ali Larter – Claire Redfield (magyar hang: Csondor Kata)
- Shawn Roberts – Albert Wesker (magyar hangja: Dévai Balázs)
- Ruby Rose – Abigail (magyar hangja: Csuha Borbála)
- Eoin Macken – Doki (magyar hangja: Varga Gábor)
- William Levy – Christian (magyar hangja: Papp Dániel)
- Iain Glen – Dr. Alexander Isaacs (magyar hangja: Epres Attila)
- I Dzsungi – Csu parancsnok (magyar hangja: Renácz Zoltán)
- Aubrey Shelton – Scars (magyar hangja: Sarádi Zsolt)
- Ever Anderson – Alicia Marks / Vörös Királynő (magyar hangja: Szűcs Anna Viola)
- Fraser James – Michael / Bajnok (magyar hangja: Maday Gábor)